# Numero di Love
I numeri di Love (h, k e l) sono parametri adimensionali che  misurano la rigidità di un corpo planetario o di un altro oggetto gravitazionale e la suscettibilità della sua forma a cambiare in risposta a un potenziale di marea esterno.
Nel 1909, Augustus Edward Hough Love introdusse i valori {\displaystyle h} e {\displaystyle k} che caratterizzano la risposta elastica complessiva della Terra alle maree: maree terrestri o maree corporee.  Successivamente, nel 1912, Toshi Shida aggiunse un terzo numero di Love, {\displaystyle l}, che era necessario per ottenere una descrizione complessiva completa della risposta della Terra solida alle maree. 

## Definizioni
Il numero di Love {\displaystyle h} rappresenta il rapporto tra la marea indotta su un corpo e l'altezza della marea in equilibrio statico; esso descrive anche lo spostamento (radiale) o il cambiamento nelle caratteristiche elastiche del pianeta. In termini di potenziale mareale, lo spostamento è {\displaystyle V(\theta ,\phi )/g}. Dove theta è la latitudine, {\displaystyle \phi } è la longitudine est e {\displaystyle g} corrisponde all'accelerazione di gravità. Per un ipotetico pianeta completamente solido {\displaystyle h=0}. Per un pianeta liquido, è previsto un valore di {\displaystyle h=1}. Tuttavia, la deformazione della sfera altera il campo di potenziale, causando un'ulteriore deformazione. Il limite teorico massimo è {\displaystyle h=2.5}. Nella realtà il valore, {\displaystyle h} è compreso tra 0 e 1.
Il numero di Love {\displaystyle k} è definito come la dilatazione cubica o il rapporto del potenziale aggiuntivo (forza autoreattiva) prodotto dalla deformazione del potenziale deformante. Può essere rappresentato come {\displaystyle kV(\theta ,\phi )/g}, dove {\displaystyle k=0} per un corpo rigido. 
Il numero di Love {\displaystyle l} rappresenta il rapporto tra lo spostamento orizzontale (trasversale) di un elemento di massa della crosta terrestre e quello della corrispondente marea oceanica statica. Nella notazione potenziale lo spostamento trasversale è {\displaystyle l\nabla (V(\theta ,\phi ))/g}, dove {\displaystyle \nabla } è l'operatore del gradiente orizzontale. Come per {\displaystyle h} e {\displaystyle k}, anche {\displaystyle l=0} per un corpo rigido.

## Valori
Secondo David E. Cartwright, "uno sferoide solido elastico cederà a un potenziale di marea esterno {\displaystyle U_{2}} di grado armonico sferico 2 da una marea di superficie {\displaystyle h_{2}U_{2}/g} e l'autoattrazione di questa marea aumenterà il potenziale esterno di {\displaystyle k_{2}U_{2}}."  Le grandezze dei numeri di Love dipendono dalla rigidità e dalla distribuzione della massa dello sferoide. I numeri di Love {\displaystyle h_{n}}, {\displaystyle k_{n}}, e {\displaystyle l_{n}} possono essere calcolati anche per ordini superiori di armoniche sferiche.
Per la Terra elastica i numeri di Love rientrano nell'intervallo: {\displaystyle 0.616\leq h_{2}\leq 0.624}, {\displaystyle 0.304\leq k_{2}\leq 0.312} E {\displaystyle 0.084\leq l_{2}\leq 0.088} 

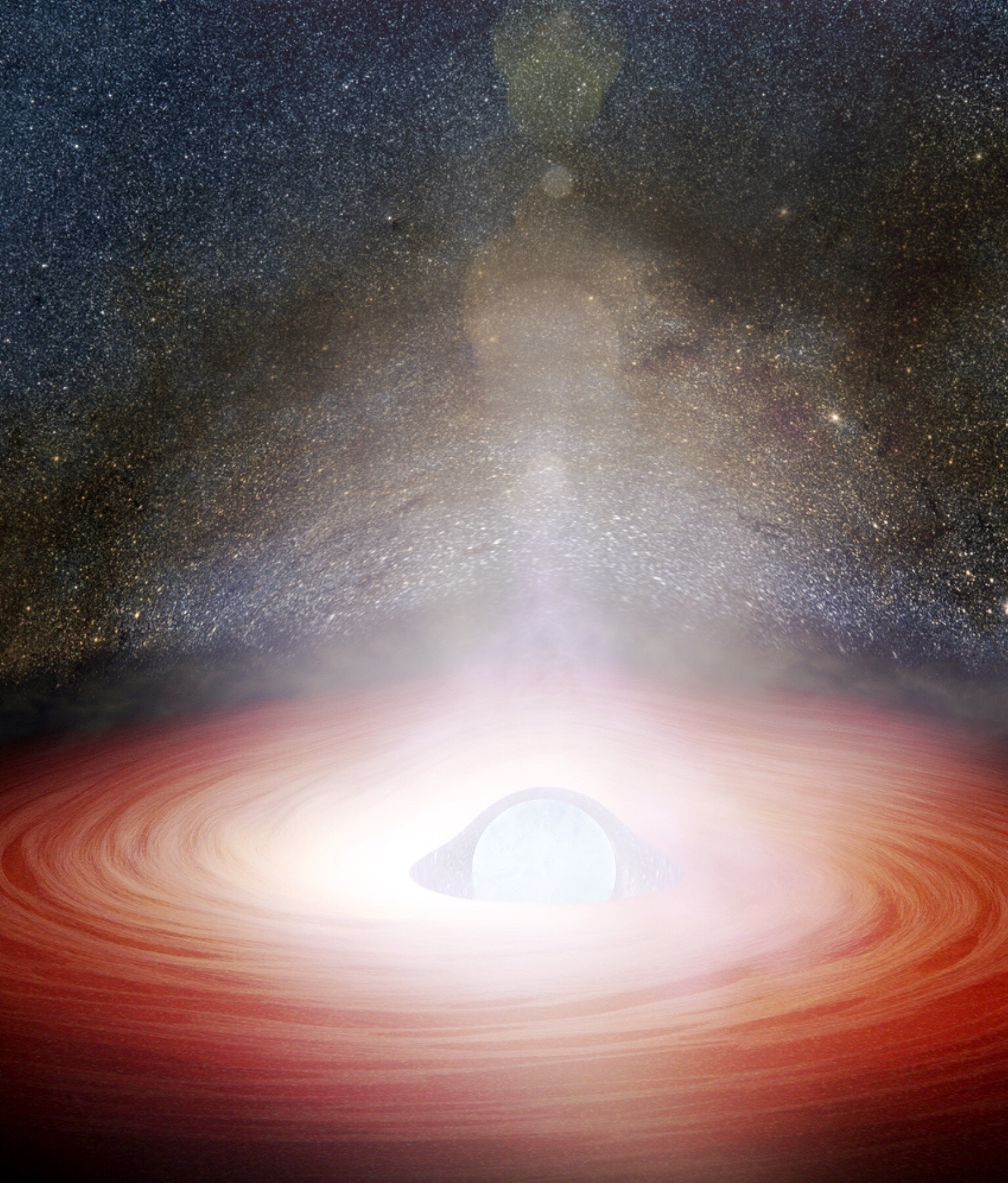
Illustrazione di una stella di neutroni, oggetto di studio dell’astronomia multimessaggera

Per le maree terrestri si può calcolare il fattore di inclinazione come {\displaystyle 1+k-h} e il fattore gravimetrico come {\displaystyle 1+h-(3/2)k}, dove si assume il pedice due.
Si pensa che le stelle di neutroni abbiano numeri di Love molto bassi, per via della loro crosta molto rigida, con valori dell’ordine di {\displaystyle 0.05\leq k_{2}\leq 0.17} ; i buchi neri isolati e non rotanti (nel vuoto) invece hanno numeri di Love nulli per tutti i multipoli {\displaystyle k_{\ell }=0}  Misurare i numeri di Love di oggetti compatti in fusioni di sistemi binari (come ad esempio fusioni di stelle di neutroni) è uno degli obiettivi principali dell'astronomia delle onde gravitazionali.